# シルヴィーとブルーノ
『シルヴィーとブルーノ』（Sylvie and Bruno ）は、ルイス・キャロルの存命中に出版された最後の小説。1889年に第1編が出版され、1893年に続編である『シルヴィーとブルーノ・完結編』（Sylvie and Bruno Concluded ）が出版された。両編共に挿絵はハリー・ファーニスが手掛けた。
2022年現在日本で商業的に出版された邦訳はこの第1編のみであり、『完結編』邦訳はファンの努力により同人誌として刊行されているものの、広く手に入る状況ではない。第1編ではアーサーの悲恋に終わった結末が、『完結編』では結婚に至るなど大きな展開がある。この記事では英語版を参考に、『完結編』までの全体について記述する。
『シルヴィーとブルーノ』は2つの主要なプロットから成り立っている。一方は本書が出版されたのと同時代（ヴィクトリア朝）の現実の世界を舞台にした物語であり、もう一方は架空の世界であるフェアリーランドを舞台にした物語である。後者の物語が、キャロルの最も有名な児童文学『不思議の国のアリス』と同じく、多数のナンセンス要素とナンセンス詩を伴ったお伽話である一方で、ヴィクトリア期のイギリスに舞台を取った方の物語は、登場人物たちが宗教、社会、哲学、倫理等の様々な主題について、様々な側面から議論を交わす社交小説となっている。

## 経緯
第1篇の「妖精シルヴィー」と「ブルーノの復讐」の2章は、元々は1867年に『アーント・ジュディズ・マガジン』で発表された短編小説であった。数年後の1873年に、キャロルはこれらの短編をもっと長い小説の核として使うという着想を得た。本書の他の大部分は、キャロルが長年にわたって書き溜めてきた着想や対話のノートから紡ぎ合わされた（キャロルはこれらの覚え書きを、第1編の序文で「litterature（紊学）」と名付けている）。
当初、キャロルは本書を1巻本として出版する予定であったが、その長さのために2巻に分割された。
本作品は、出版当時から内容が評価されなかったためか、同じくキャロルの作品である『不思議の国のアリス』ほどには知名度が高くない。本書に収録されている最も有名なナンセンス詩「気違い庭師の歌」は、本書以外の多数の書籍に転載されている。

## 登場人物

### 主要人物
語り手
決して名前の明かされない（ただし、しばしばブルーノによって「ミスター・サー」と呼ばれる）この人物は、本書の中のすべてのプロットにおいて脇役を務め、物語は彼の目を通して語られる。最初に彼はフェアリーランドにおいて専ら全知の観察者の役割を務め、現実の世界の物語においてはより実在的な役割を務める。しかしながら本書の中盤に差し進むに連れて、彼は物語の両世界において、より積極的な役割を演じるようになっていく。
シルヴィー
本書の序盤において幼い小妖精（Sprite）として登場し、後に真の妖精（Fairy）となるシルヴィーは、フェアリーランドの王女であり、総督の娘であり、ブルーノの姉である。非常に天真爛漫な気質を示しながらも、シルヴィーは弟のブルーノよりも遥かに大人びており、しばしばブルーノの非論理的な言動に苛立つことがある。
ブルーノ
ブルーノは非常に幼い妖精の子供であり、出鱈目な英語の文法で喋り、一風変わった論理の視点を持っている。ブルーノは勉強をひどく嫌っており、姉のシルヴィーはブルーノに毎日の勉強をさせるために苦心している。

### フェアリーランドの人物
総督
総督は後のフェアリーランドの王にして、シルヴィーとブルーノの父親であり、アウトランドの英邁な君主である。総督は皇帝と皇后、長官らの陰謀に陥れられるかに見えるが、実際は全ての出来事は彼の手の内にある。
皇帝（シビメット）
元の副総督であるシビメットは、兄である総督からアウトランドの支配権を簒奪しようと、妻や長官と共に陰謀を企てる。彼は道化役ではあるが、愚か者ではない。
皇后（タビカット）
皇帝の妻タビカットは非常に愚かな女性であり、自分でも気付かぬ内に笑い者になっている。溺愛する不細工な息子アグガギのために、彼女は自分の全人生を捧げている。
長官
皇帝と皇后の腹心の部下。長官は彼らの汚い仕事に頻繁に加担している。
アグガギ
アグガギ（Uggug、アガッグ）は不細工な薄のろの子供であり、本書における唯一の彼の役割は、陰謀者どもがフェアリーランドの大使に皇帝こそが総督その人であると納得させるために、ブルーノのふりをすることである。アグガギは結末近くでヤマアラシに姿を変える。
教授
教授は愉快で滑稽な老人であり、多数の珍妙な発明を目的なく行う。教授の最も素晴らしい持ち物は、異刻式懐中時計（アウトランディッシュ・ウォッチ、「奇妙な時計」と「アウトランド産の時計」の2つの意味がある）である。この懐中時計は時間を巻き戻す力を持っているが、所有者は既に起こった出来事を変更することは出来ない。また、この時計は任意の一時間の出来事を逆向けに再生する力も持っている。
別乃教授
端役である別乃教授（The Other Professor）の唯一の役割は、出鱈目な詩の数々を物語の端々で口にすることである。

### 現実世界の人物
アーサー
愛への情熱に心を取り乱すアーサー医師は、知的かつ好奇心の強い青年であり、しばしば倫理や宗教についての疑問を投げ掛けることで、物語を活気付ける。アーサーは極めて道徳的な人物であり、最後には熱病に冒された村を救うために、自分の身を捧げる。
ミュリエル嬢
彼女自身もまた知的な人物であるミュリエルは、アーサーの恋の相手であり、他の現実世界の人物の知的な会話の繋ぎ役を務める。エリックとの婚約が破局を迎えた後に、ミュリエルはアーサーと結婚する。
伯爵
ミュリエル嬢の父親。作中においては若い登場人物たちの父親役と、老人である語り手の話し相手役を務める。
エリック・ロンドン
ミュリエル嬢の従兄弟であり、一度は婚約者となる。ミュリエルが2人は宗教的に相容れず、彼女自身がそれを打ち破れないと考えている事を察し、エリックは婚約を解消する。エリックは元軍人であり、偉大な自己犠牲と勇敢な精神を示す。
マイン・ヘル
マイン・ヘルは遠い惑星からやってきた旅行者と称する人物であり、風刺と幾つかの駄洒落で会食の話題を活気付ける。彼の惑星は地球が現在直面している多くの出来事を既に経験しており、地球のより珍妙な風習が生んだ制度を進んで借用している。

## 参考書籍
- Carroll, Lewis (1982). The Complete, Fully Illustrated Works. Gramercy Books. ISBN 0-517-14781-5.
- ルイス・キャロル著/柳瀬尚紀訳 『シルヴィーとブルーノ』 筑摩書房刊 ISBN 4-480-02139-6